# 九州工業大学交響楽団
九州工業大学交響楽団（きゅうしゅうこうぎょうだいがくこうきょうがくだん、英語：Kyushu Institute of Technology Symphony Orchestra）は、福岡県飯塚市を中心に活動する日本の学生オーケストラの一つ。九州工業大学情報工学部学生自治会の文化部サークルとして活動している。